# Scelolophia catagompha
Scelolophia catagompha är en fjärilsart som beskrevs av Dyar 1913. Scelolophia catagompha ingår i släktet Scelolophia och familjen mätare. Inga underarter finns listade.